# Camp (informàtica)
En informàtica, un camp és un espai d'emmagatzematge per a una dada en particular.
Les bases de dades relacionals organitzen les dades en un conjunt de registres anomenats files. Cada registre està constituït per diferents camps; els camps de tots els registres formen les columnes. Exemples de camps: nom, data de naixement, color dels ulls.
En programació orientada a objectes un camp és la dada encapsulada dins d'una classe o objecte, també anomenada variable membre.

## Mida fixa
Els camps que contenen un nombre fix de bits es coneixen com a camps de mida fixa. Per exemple, un camp de quatre bytes pot contenir un valor enter sense signe i un camp de seixanta bytes pot contenir el nom d'una persona, encara que no faci servir tot l'espai disponible. El desavantatge que presenta el camp de mida fixa rau en el malbaratament d'espai. Encara que la mida de la dada sigui inferior el camp manté la seva mida.

## Mida variableViccionari
Un camp de mida variable no sempre conserva la mateixa mida. Aquests camps són gairebé sempre utilitzats per emmagatzemar grans textos o dades que poden variar molt en espai. Per exemple, una base de dades bibliogràfica com PubMed té molts camps petits, com la data de publicació d'un article i el nom de l'autor, però també conté abstractes, que poden tenir llargades molt diferents. Reservar un camp de mida fixa per guardar els abstractes és ineficient perquè obliga a aquests a tenir una mida màxima i a la vegada, es malbarata molt espai en els articles que no en tenen.